# Omar Hammami
Omar Hammami (arab. عمر شفيق همّامي, znany jako Al-Amriki, ur. 6 maja 1984, zm. 12 września 2013 w Mogadiszu) – amerykański członek somalijskiego ugrupowania Asz-Szabab, uważany przez CIA za szczególnie groźnego terrorystę.
Omar Hammami urodził i wychował się w Alabamie, w rodzinie Amerykanina syryjskiego pochodzenia i baptystki z południowych stanów. W wieku kilkunastu lat zbliżył się do ideologii islamizmu. Po przerwaniu nauki wyjechał do Egiptu, a następnie do Somalii, gdzie aktywnie uczestniczył w konflikcie zbrojnym. Był dowódcą oddziału walczącego z siłami interwencyjnymi z Kenii i Etiopii. Poza tym zajmował się działalnością propagandową. Związany z organizacją Asz-Szabab. Zginął z rąk towarzyszy broni pod Mogadiszu 12 września 2013.